# 九条立子
九条立子（くじょう りゅうし、1192年（建久3年）—1248年1月18日（宝治元年十二月廿一）），鎌倉時代后妃、女院。順德天皇中宮，仲恭天皇生母，攝政九条良經長女，母為一条能保之女。院号東一条院，法名清浄觀。

## 生涯
承元4年（1210年），入順德天皇宮。同年12月29日女御宣下，第二年承元5年（1211年）正月廿二日冊立中宮。建保5年（1217年）三月廿二日，生下諦子内親王（明義門院）。建保6年（1218年）十月初十日生下懷成親王（仲恭天皇）。
承久3年（1221年），承久之乱，隨順德上皇流配佐渡島。承久4年（1222年）3月25日院号宣下為東一条院。嘉禄2年（1226年）八月初七日出家。宝治元年（1247年）駕崩。享年57歲。